# Hagslamfluga
Hagslamfluga (Eristalis horticola) är en tvåvingeart som först beskrevs av Charles de Geer 1776 som Musca horticola.  Hagslamfluga ingår i släktet slamflugor, och familjen blomflugor. Arten är reproducerande i Sverige. Inga underarter finns listade i Catalogue of Life.

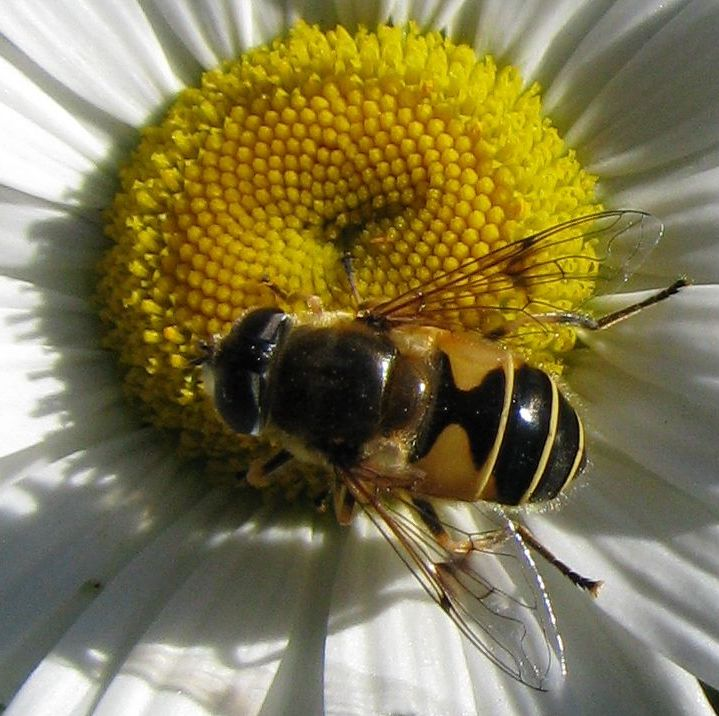
Hona